# Raquel Carriedo-Tomás
Raquel Carriedo-Tomás (Zaragoza, 8 de fevereiro de 1971) é uma jogadora de golfe profissional espanhola.
Em 2000, ela se tornou o primeiro espanhol a jogar para a Europa na Taça Solheim. Carriedo-Tomás também foi um membro da equipe em 2002. Em 2001, ela liderou a decisão europeia de excursão das senhoras do Mérito.

## Vitórias profissionais
- 2001 Taiwan Ladies Open, Compaq Open, Irish Open Waterford Crystal Ladies
- 2002 Tenerife Ladies Open